# Montagne de l'Espinouse et du Caroux
Montagne de l'Espinouse et du Caroux este o arie protejată (arie de protecție specială avifaunistică — SPA) din Franța întinsă pe o suprafață de 3.385 ha, integral pe uscat.

## Localizare
Centrul sitului Montagne de l'Espinouse et du Caroux este situat la coordonatele 43°38′00″N 2°57′30″E / 43.63333°N 2.95833°E.

## Înființare
Situl Montagne de l'Espinouse et du Caroux a fost declarat arie de protecție specială avifaunistică în baza directivei 79/409 din 1979 referitoare la conservarea păsărilor sălbatice pentru a proteja 15 specii de animale.

## Biodiversitate
Situată în ecoregiunile continentală și mediteraneană, aria protejată nu include niciun habitat protejat.
La baza desemnării sitului se află mai multe specii protejate de  păsări (15): acvilă de munte (Aquila chrysaetos), buha (Bubo bubo), caprimulg (Caprimulgus europaeus), șerpar (Circaetus gallicus), erete cenușiu (Circus pygargus), dumbrăveancă (Coracias garrulus), ciocănitoare neagră (Dryocopus martius), șoim călător (Falco peregrinus), vulturul pleșuv sur (Gyps fulvus), sfrâncioc roșiatic (Lanius collurio), ciocârlie de pădure (Lullula arborea), gaia neagră (Milvus migrans), gaia roșie (Milvus milvus), viespar (Pernis apivorus), silvie de tufiș (Sylvia undata).